# Idiastion kyphos
Idiastion kyphos är en fiskart som beskrevs av Eschmeyer, 1965. Idiastion kyphos ingår i släktet Idiastion och familjen Scorpaenidae. Inga underarter finns listade i Catalogue of Life.